# Dolichoderus occidentalis
Dolichoderus occidentalis é uma espécie de formiga do gênero Dolichoderus.